# Jan Hudig
Jan Hudig (Hellevoetsluis, 9 augustus 1838 - Rotterdam, 5 april 1924) was een Nederlandse ondernemer en bestuurder. Hij was gemeenteraadslid en wethouder in Rotterdam en lid van de Provinciale Staten in een tijd van grote veranderingen op economisch en sociaal gebied.
Hudig kwam op jonge leeftijd aan het roer van een Rotterdamse havenonderneming, actief als scheepsmakelaar, reder, agent van Lloyd's of London. Hij was ook bijna zestig jaar lang consul van Italië.
Hudig was een van de Rotterdamse havenbaronnen en bestuurders, die hun stempel drukte op de ontwikkeling van het bedrijfsleven en de transportsector, en op de sociaal-economische en culturele ontwikkeling van de Rotterdamse stad en Rotterdamse haven in het bijzonder.

## Levensloop
Hudig was de zoon van Jan Hudig (1808-1856) en Cornelia Johanna Bakker (1812-1864). Hij was de oudere broer van Ferrand Whaley Hudig.
In een gymnasiale opleiding had Hudig een gedegen talenkennis opgedaan, en kennisgemaakt met de klassieke schrijvers, en de moderne Engelse, Franse en Italiaanse letterkunde. Hiervoor ontwikkelde hij een passie, die hem zijn leven lang zou bijblijven.
Na het gymnasium begon Hudig bij het familiebedrijf Hudig en Blokhuyzen, een cargadoor gesticht in 1795 door zijn grootvader Jan Hudig (1769-1858), en zijn zwager Cornelis Gerbrand Blokhuyzen (1773-1857). In 1857 op 19-jarige leeftijd werd hij tot firmant, en in het jaar erop overleden zowel zijn vader en grootvader. Hudig kreeg de volledige verantwoordelijkheid voor de cargadoors en rederijzaken van Hudig & Blokhuyzen, en het agentuurschap van de firma John Hudig & Son Lloyd's Agents, een agent van Lloyd's of London.
In 1863 was Hudig door het bewind van Victor Emanuel II van Italië benoemd tot honorair-consul van Italië, en diende in deze functie bijna zestig jaar. In deze hoedanigheid werd hij later consul-generaal, en bij zijn aftreden in 1921 benoemd tot consul général d'honneur, ofwel ereconsul-generaal.
In 1869 werd Hudig gekozen in de gemeenteraad van Rotterdam, waar hij van 1899 tot 1909 tevens wethouder was. Later was hij ook statenlid voor de Provinciale Staten van Zuid-Holland. In 1869 was Hudig ook lid van de raad van bestuur geworden van de Academie van Beeldende Kunsten en Technische Wetenschappen in Rotterdam, waar hij van 1896 tot zijn uittreding in 1914 als voorzitter optrad. Vanaf 1877 tot zijn dood was hij ook commissaris bij de Koninklijke Nederlandse Stoomboot-Maatschappij. Van 1894 tot 1 juni 1920 diende Hudig ook als lid van de Rotterdamse Kamer van Koophandel.
Hudig was Ridder in de Orde van de Nederlandse Leeuw, en Officier in de Orde van Oranje-Nassau.

### Personalia
Hudig trouwde in Rotterdam op 12 juni 1867 met Jacoba Catharina Gijsbertina Toe Water (1841-1875) en samen kregen ze vijf dochters en een zoon, Willem Carel Hudig. Na haar overlijden in 1875 hertrouwde hij op 9 april 1879 in Rotterdam met jkvr. Johanna Clementina Quarles van Ufford (1851-1931) en uit hun huwelijk werden een zoon, Ferrand Whaley Hudig, en een dochter geboren. Johanna Clementina Hudig was zijn kleindochter.

## Werk

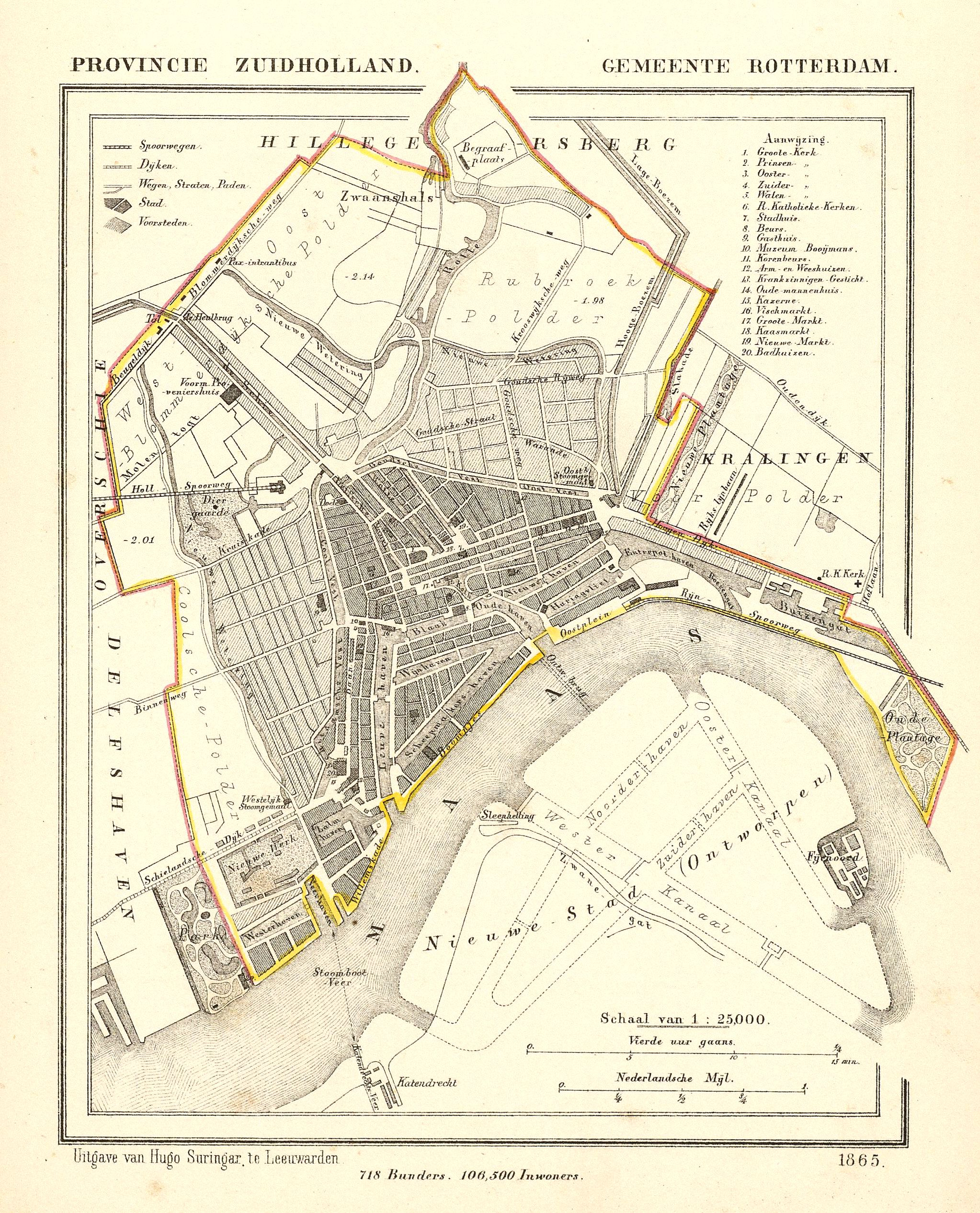
Rotterdam in 1865 met plannen voor havenuitbreiding in Zuid.

Het werk en optreden van Hudig was nauw verbonden met de grootschalige ontwikkeling, die Rotterdam als haven- en handelsstad heeft doorgemaakt in de tweede helft van 19e eeuw en begin 20e eeuw. Als succesvol optredend cargodoor, reder en financier ontwikkelde hij zich tot een van vooraanstaande havenbaronnen van Rotterdam naast namen als De Monchy, Van der Giessen, Dorhout-Mees, Van der Vorm, Van der Mandele, Van Beuningen, Dutilh, en Ruys. In de commerciële wereld in en buiten Rotterdam genoot Hudig een "reputatie van den eersten rang."
Als gemeenteraadslid en wethouder heeft hij bijgedragen aan de bevordering van de algemene verkeersbelangen, en als bestuurslid van diverse instanties heeft hij een verder stempel gedrukt op de sociaal, economische en culturele ontwikkeling van de stad Rotterdam. Zo schonk Hudig aan Museum Boijmans Van Beuningen het eerste beeld van August Rodin in een museumcollectie in Nederland: een grote gipsversie van Rodins Eva.

### Hudig & Blokhuyzen
In 1795 waren Hudigs grootvader Jan Hudig (1769-1858), en zijn zwager Cornelis Gerbrand Blokhuyzen (1773-1857) een cargadoorsfirma gestart, die optraden als scheepsmakelaar bij de bevrachting van schepen. Beide kwamen uit een koopmansgeslacht en begonnen naast bestaande handelsfirma's in de familie. Na een moeilijke start tijdens de Franse overheersing was de handel met Engeland stilgevallen, en dreven ze op de handel met Suriname. Ze werden wel verdacht van het ontduiken van het Continentale Stelsel, en het smokkelen van brieven en personen naar Engeland.

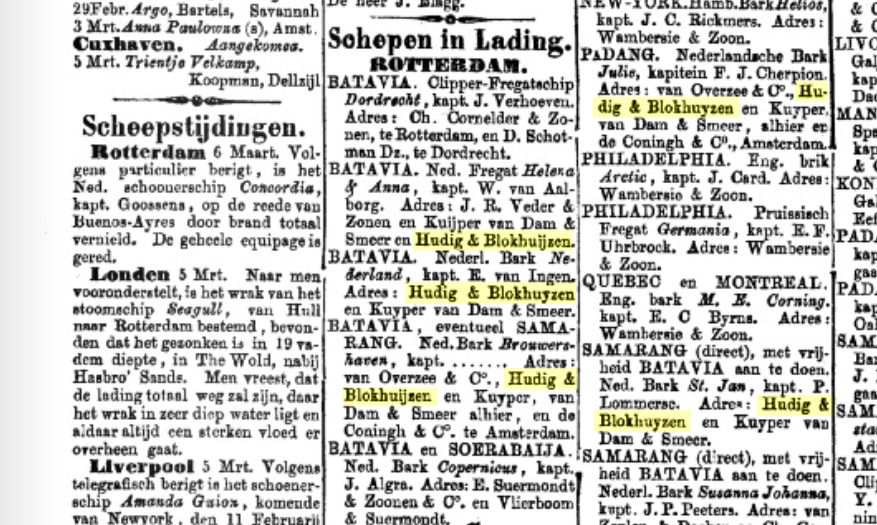
Fragment van sectie "Schepen in Lading" in Nieuwe Rotterdamsche Courant, 7 maart 1868

Na de Franse tijd kwam de firma tot bloei ondanks vele concurrentie. In 1830 golden ze als het een na belangrijkste cargadoorsbedrijf van Rotterdam. Vanaf 1825 verbreedde ze hun werkterrein tot de rederij. Zo namen ze dat jaar met Koning Willem I en anderen deel in een nieuwe rederij van Anthony van Hoboken. In 1847 was Hudig & Blokhuyzen een van de grotere rederijen van de circa 25 grote en kleine rederijen in Rotterdam. Van de 145 schepen die in drie jaar tijd op weg gingen naar Noord-Amerika vanuit Rotterdam, waren er 64 door hen bevoorraad. Het krantenfragment van sectie "Schepen in Lading" (zie afbeelding) toont, dat die dag of week een aanzienlijk aantal schepen richting Nederlands-Indië door Hudig & Blokhuyzen beladen werden.

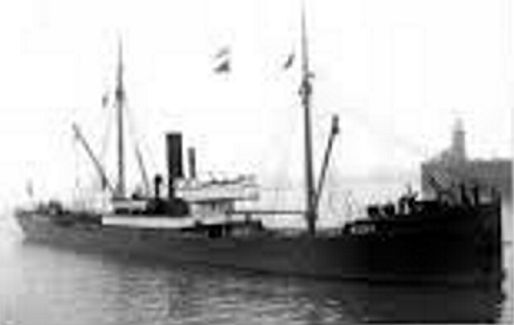
Stoomschip Echo (1884-1939)

In 1850 kwam een initiatief met andere reders, scheepsmakelaars en cargadoors tot oprichting van een Rotterdamsch Amerikaansche Stoomvaart-Maatschappij niet van de grond, wat de Holland-Amerika Lijn twintig jaar later wel lukte. Hudig & Blokhuyzen had wel enig succes met de stoomsleepvaart. In 1939 hadden ze met een vergunning van Willem I in het buitenland een eerste schip aangeschaft, waarin zelfs het loodswezen interesse had. In april 1857 op 19-jarige leeftijd trad Hudig toe als firmant in het bedrijf naast zijn vader, die echter een maand later overleed.
In 1877 richtte de firma een Amsterdams filiaal op. In 1880 charterde ze een eerste schip om Rotterdam te bevoorraden met ijzererts uit Spanje voor doorvoer naar het Duitse achterland. Via Engeland voeren ze terug naar Spanje met kolen. Samen met L.W. Veder richtte Hudig in 1882 de succesvolle rederij Hudig & Veder, dat in 1884 haar eerste schip te water liet: het stoomschip Echo gebouwd op de scheepswerf van Fop Smit te Slikkerveer.
Na schaalvergroting en grotere kapitaalbehoefte ging het bedrijf rond de eeuwwisseling over in de naamloze vennootschap "N.V. Hudig & Veder's Stoomvaart-Maatschappij" met Hudig, Willem Carel Hudig en J.C. Veder als reders en cargadoors. Daarnaast werd in 1912 de rederij "N.V. Maatschappij Zeevaart" opgericht, waarbij Hudig nog aantrad als commissaris. Dit bedrijf richtte zich op het "kopen, huren en verhuren en in het algemeen de exploitatie, in de meest ruime zin, van eigen of gehuurde schepen, alsmede het deelnemen in zaken van anderen die ditzelfde doel beogen."

### Holland-America Lijn

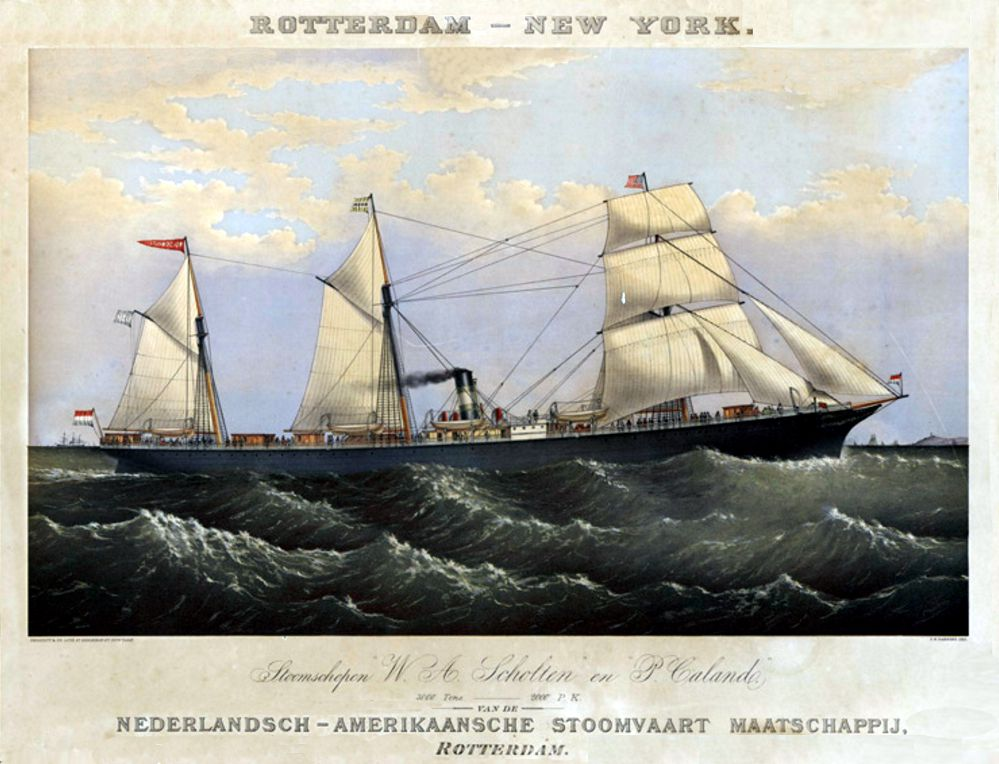
Nederlandsch Amerikaansche Stoomvaart Mij., affiche uit 1874

In 1869 was Hudig direct betrokken bij de oprichting van de Nederlandsch-Amerikaansche Stoomvaart-Maatschappij, later de Holland-Amerika Lijn. De statuten van deze maatschappij waren vastgesteld op de algemene vergadering van oprichting op 13 september dat jaar. Eerder, op 9 juli, was een commissie gestart om een ontwerp van de onderneming te maken. Naast Hudig zaten daarin onder anderen A. van Hoboken, S.J.R. de Monchy, Lodewijk Pincoffs, Antoine Plate, J.C. Reepmaker, Leendert Smit, August A. en J. Wambersie met J.A.M. van Berckel als voorzitter.
Het idee was met 4 eersteklassestoomschepen een geregelde dienst op New York tot stand tot brengen. In 13 tot 14 dagen konden deze tekens 1200 ton lading en 400 landverhuizers vervoeren. Dit alles benodigde een startkapitaal van twee miljoen gulden. Elke reis zou een voordelig saldo van 8.400 gulden opleveren, zodat de investering (volgens de berekening) in zo'n twee jaar terug verdiend zou worden.
Binnen de commissie bestond echter onenigheid over de vraag, waarvandaan de verbinding in Nederland zou vertrekken. Een fractie onder aanvoering van vertegenwoordigers van de Koninklijke Nederlandse Stoomboot-Maatschappij (K.N.S.M.) uit Amsterdam pleitte voor Vlissingen, terwijl Hudig onder leiding van Antoine Plate pleitte voor de Rotterdamse haven. Rotterdam trok aan het langste. De standvastigheid van Hudig werd later toch door de K.N.S.M. gewaardeerd, want 1877 tot aan zijn dood was hij commissaris bij deze maatschappij.

### Gemeenteraad Rotterdam

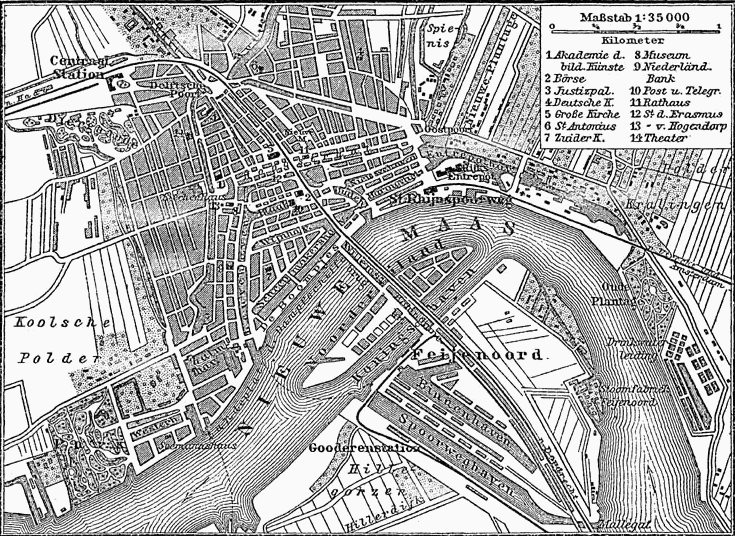
Kaart van Rotterdam in 1888 met de aangelegde Havens op Zuid.

Op 20 juli 1869 werd Hudig met grote meerderheid gekozen in de Rotterdamse gemeenteraad. Van de 1492 uitgebrachte stemmen kreeg hij er 1236. Hij stond bekend om zijn "soberen betoogtrant" en was "wars van breedsprakigheid." In de gemeenteraad bracht hij vooral zijn deskundigheid in scheepvaartzaken in. In eerste instantie steunde hij de vooraanstaande zakenman en medegemeenteraadslid Lodewijk Pincoffs in zijn plannen voor de havenuitbreiding aan de Linkermaasoever.
Bij de havenuitbreiding aan de Linkermaasoever in de jaren 1870 hadden de gemeente en het Rijk de havens aan de Maas aangelegd, waarmee het Noordereiland was ontstaan. Een ander deel van de havenuitbreiding was aan de Rotterdamsche Handelsvereeniging uitbesteed. Toen rond 1879 de financiële malversaties van Pincoffs aan het licht kwamen, wankelde de Rotterdamsche Handelsvereeniging, en daarmee het behoud en de exploitatie van het nieuwe havencomplex. Op 22 April 1882 stelde Hudig met Muller, Roest en Van der Hoeven in de gemeenteraad voor om het handelsterreinen, voor 4.5 miljoen aangeboden, voor 4 miljoen zonder enige verdere condities aan te kopen. Met grote meerderheid werd het voorstel aangenomen. De overeenkomst kwam tot stand, en de grondslag was gelegd voor het gemeentelijk beheer van de Rotterdamse Haven.
Hoewel Hudig een voorstander was van het liberalisme, ontpopte Hudig zich in de gemeenteraad als voorstander om openbare voorzieningen aan de gemeente toe te vertrouwen. Zo speelde in die tijd de vraag of de Gemeente Rotterdam de gasfabrieken in eigen beheer nemen moest gaan nemen. Een heersende opvatting destijds was dat een gemeente niet verplicht is, voor goed en goedkoop gas ten behoeve van particulieren te zorgen. Toen echter een Engels gasbedrijf zijn concessie voor dertig jaar wilde verlengen, maakte Hudig aannemelijk, dat de voorwaarden onaanvaardbaar waren. In de loop van de tijd werd hij een voorstander voor gemeentelijke exploitatie, en had hij "herhaaldelijk de gemeentezorg voor gas- en electrische verlichting met goed gevolg bepleit."
In 1891 werd Hudig door de minister van Binnenlandse Zaken Johannes Tak van Poortvliet uitgenodigd om burgemeester Sjoerd Vening Meinesz op te volgen, die na tien jaar burgemeester in Rotterdam naar Amsterdam vertrok. Hudig bedankte echter voor de eer, en in plaats van hem werd de voormalig burgemeester van Leeuwarden, Petrus Lycklama à Nijeholt, aangesteld.

### Wethouder van Plaatselijke Werken
In 1899 accepteerde Hudig de aanstelling als Wethouder van Plaatselijke Werken in Rotterdam als opvolger van A. de Monchy. Onder de Wethouder van Plaatselijke Werken ressorteerde de Dienst van Gemeentewerken, de sinds 1879 werd geleid door Gerrit de Jongh. Na zijn terugtreden in 1909 werd Hudig in 1910 opgevolgd door Albertus de Jong, die daar diende tot 1935.

## Waardering
Ter gelegenheid van 40-jarig lidmaatschap van de Rotterdamse gemeenteraad in 1909 was Hudig een portret aangeboden door de burgemeester, wethouders en anderen. Het portret was geschilderd door de in Dordrecht geboren schilder Jan Veth. Hij portretteerde Hudig in donker kostuum met onderscheidingen, en met snor en zijn karakteristieke warrige haar. Het schilderij werd toentertijd geplaatst in het Museum Boijmans van Beuningen.

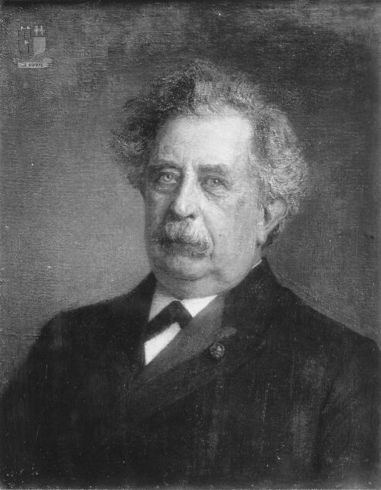
Jan Hudig door Jan Veth, 1909

In hetzelfde jaar, in 1909, trad Hudig af als gemeenteraadslid en wethouder. Burgemeester Alfred Rudolph Zimmerman kenschetste hem bij die gelegenheid als "een man, die Rotterdam onder 't hart gedragen heeft".
Direct na zijn dood verscheen in het Rotterdamsch Jaarboekje van 1925 een langere biografie van Hudig, geschreven door de Rotterdamse zakenman, econoom, gemeenteraadslid en liberaal Tweede Kamerlid George Hermann Hintzen (1851-1928). Hij gaf de volgende algemene typering de tijdsperiode, waarin Hudig actief was.
In die ... jaren zijn belangrijke werken tot stand gekomen, die Rotterdam mede onder Hudig's beheer tot verderen bloei hebben gebracht. Rotterdam bleef zijn kloeke bedrijvigheid ontwikkelen om als groote zeehaven den buitenlandschen mededingers het hoofd te kunnen bieden. Jan Hudig heeft de ongeëvenaarde periode van industrieele wereldexpansie mogen beleven, Rotterdam zien groeien en een bloei zien bereiken, dien hij zich bij zijn intrede in den Raad zeker niet had kunnen voorstellen. Op dat tijdstip, bij de volkstelling in 1869, telde de stad slechts 116232 inwoners, in 1899 bij den aanvang van zijn nieuwe functie 318507, in 1909 bij zijn uittreden 417989.
Deze levensbeschrijving van Hudig begon met de volgende woorden van afscheid:
Jan Hudig is den vijfden April van dit jaar van ons heengegaan, tot het laatst van zijn lang en werkzaam leven gezond en krachtig van gestel, helder van geest. Weinigen is het gegeven, den 85-jarigen leeftijd te bereiken, zeer weinigen een jeugdige frischheid en opgewektheid als hem zoo eigen waren te behouden. Wie zou hem niet benijden, maar wie zou hem ook niet gegund hebben het rustige afscheid van de wereld, die hij liefhad, en van hen, die hem dierbaar waren, na een laatsten blik op zijn mooie Leuvehaven met de bedrijvige scheepvaart, alvorens hij zich kalm neerlegde om te sterven.
Hudigs levenswerk werd voortgezet door zijn oudste zoon Willem Carel Hudig, die zich verder onderscheidde door zijn sociale betrokkenheid. In Rotterdam in de wijk 's-Gravenland is de Jan Hudigstraat naar Hudig vernoemd.

## Publicaties over Jan Hudig
- G.H. Hintzen, 'Jan Hudig (8 augustus 1838 -5 april 1924)', in: Rotterdamsch Jaarboekje 3e reeks 3 (1925) 1-9.
- W.F. Lichtenauer, 'Hudig, Jan (1838-1924)', in: Biografisch Woordenboek van Nederland 1 (1979).
- F.A.M. Schoone, 'Profiel van een cargadoor', in: Werkers aan de Waterweg. Reeks twee no. 6 (Rotterdam, 1974).
- H.A. van IJsselsteyn, 'Jan Hudig, 1869—1909', in: Ingen. 1909.